# Thiago Ferreira Lopes
Thiago Ferreira Lopes (Mogi Mirim, 27 ottobre 1996) è un calciatore brasiliano, centrocampista della Ferroviária in prestito dal Noroeste.

## Caratteristiche tecniche
È un centrocampista centrale.

## Carriera

### Club
Cresciuto nel settore giovanile del Coritiba, ha esordito in prima squadra il 20 agosto 2015 in occasione del match di Coppa del Brasile perso 1-0 contro il Grêmio.

## Palmarès

### Competizioni statali
- Campionato Paranaense: 1

Coritiba: 2017

### Competizioni nazionali
- Primeira Liga: 1

Londrina: 2017
- Campeonato Brasileiro Série B: 1

Vitória: 2023